# Compsophorus metallicus
Compsophorus metallicus är en stekelart som först beskrevs av Gyöö Viktor Szépligeti 1908.  Compsophorus metallicus ingår i släktet Compsophorus och familjen brokparasitsteklar. Utöver nominatformen finns också underarten C. m. annulatus.